# Gorzowski
Gorzowski là một huyện thuộc tỉnh Lubuskie của Ba Lan. Huyện có diện tích 1214 km². Đến ngày 1 tháng 1 năm 2011, dân số của huyện là 68065 người và mật độ 56 người/km².